# Lactarius kabansus
Lactarius kabansus é um fungo que pertence ao gênero de cogumelos Lactarius na ordem Russulales. Encontrado na Zâmbia, foi descrito cientificamente por Pegler e Piearce em 1980.